# Giovanni Ricchiuti
Giovanni Ricchiuti (Bisceglie, 1º agosto 1948) è un arcivescovo cattolico italiano, dal 7 dicembre 2023 vescovo emerito di Altamura-Gravina-Acquaviva delle Fonti.

## Biografia
Nasce a Bisceglie, in provincia di Barletta-Andria-Trani ed arcidiocesi di Trani-Barletta-Bisceglie, il 1º agosto 1948.

### Formazione e ministero sacerdotale
Studia presso le medie inferiori del seminario di Bisceglie e frequenta il liceo e gli studi teologici presso quello regionale di Molfetta. Il 9 settembre 1972 è ordinato presbitero dall'arcivescovo Giuseppe Carata e, dopo l'ordinazione sacerdotale, prosegue gli studi presso il Pontificio Istituto Biblico, a Roma.
Dal 1975 al 1976 è vicerettore del seminario minore, poi fino al 1979 è vicario parrocchiale della parrocchia della Misericordia a Bisceglie, di cui nel 1980 è nominato parroco. In diocesi svolge anche il ruolo di vicario episcopale e docente di Sacra scrittura presso l'Istituto superiore di scienze religiose di Trani.
Nel febbraio 1994 lascia la parrocchia in seguito alla nomina a rettore del Pontificio Seminario Regionale Pugliese "Pio XI" di Molfetta.

### Ministero episcopale
Il 27 luglio 2005 papa Benedetto XVI lo nomina arcivescovo di Acerenza; succede a Michele Scandiffio, dimessosi per raggiunti limiti di età. L'8 ottobre successivo riceve l'ordinazione episcopale, nella basilica di san Giuseppe a Bisceglie, dall'arcivescovo Francesco Monterisi (poi cardinale), co-consacranti gli arcivescovi Giovanni Battista Pichierri e Michele Scandiffio. Il 15 ottobre prende possesso dell'arcidiocesi di Acerenza.
Il 15 ottobre 2013 papa Francesco lo nomina vescovo, con il titolo ad personam di arcivescovo, di Altamura-Gravina-Acquaviva delle Fonti; succede a Mario Paciello, dimessosi per raggiunti limiti di età. Il 4 gennaio 2014 prende possesso della diocesi. Contestualmente diventa governatore dell'Ospedale generale regionale Francesco Miulli di Acquaviva delle Fonti.
Il 23 aprile 2017 inaugura il consultorio familiare diocesano, con l'intento di offrire un servizio a favore delle famiglie e del loro ruolo educativo. 
Ricopre anche l'incarico di membro della Commissione episcopale per i problemi sociali e il lavoro, la giustizia e la pace della Conferenza Episcopale Italiana ed è vescovo delegato per la famiglia e la vita e per la pastorale giovanile della Conferenza episcopale pugliese.
Nel corso della 78ª assemblea generale straordinaria della Conferenza Episcopale Italiana, svoltasi a novembre 2023 in Assisi, è confermato alla guida di Pax Christi Italia.
Il 7 dicembre 2023 papa Francesco accoglie la sua rinuncia, presentata per raggiunti limiti di età, al governo pastorale della diocesi di Altamura-Gravina-Acquaviva delle Fonti; gli succede Giuseppe Russo, del clero di Taranto. Rimane amministratore apostolico della diocesi fino all'ingresso del successore, avvenuto il 10 febbraio 2024.

## Pensiero
La sua formazione teologica è ispirata alla teologia del vescovo Antonio Bello, suo predecessore alla presidenza di Pax Christi Italia.

### Dichiarazioni sull'accoglienza dei migranti
Si è sempre espresso in prima persona sull'accoglienza dei migranti, organizzando manifestazioni a favore dei migranti, e istituendo centri di accoglienza. Nel giugno 2018, l'arcivescovo ha commentato la decisione del governo Conte I di chiudere i porti italiani alla nave Aquarius, con a bordo più di 200 migranti, definendola violenta e disumana. Ha, poi, aggiunto che in questa vicenda si può notare non solo la sconfitta della politica ma anche dell'umanità.

### Dichiarazioni sulla pace
Dopo aver saputo della decisione di militarizzare le navi di soccorso, con la possibilità di respingere in Libia i profughi, ha detto che questa decisione manderebbe all'Inferno coloro che cercano la vita. Nel centenario dell'inutile strage ha dichiarato che oggi dalla prima guerra mondiale dovremmo capire che ogni guerra è una stupidità, ma soprattutto una follia. L'arcivescovo nel settembre 2017, dopo l'annuncio che san Giovanni XXIII sarebbe stato nominato patrono dell'Esercito italiano, ha dichiarato che sarebbe irrispettoso avendo egli stesso denunciato e condannato ogni guerra. Utilizzando le parole di Antonio Bello ha definito questa idea una "roba da matti".

### Dichiarazioni sull'amministrazione
Alla vigilia delle elezioni amministrative, tenutesi il 10 giugno 2018 ad Altamura e ad Acquaviva delle Fonti, l'arcivescovo ha scritto ai cittadini un appello non solo a fare discernimento in vista del voto ma anche a partecipare attivamente alla vita politica o sociale delle città.

### Dichiarazioni sul nucleare
Il 15 febbraio 2021 ha promosso insieme all'ufficio di pastorale sociale e del lavoro della diocesi di Altamura-Gravina-Acquaviva delle Fonti una tavola rotonda sui siti di stoccaggio delle scorie radioattive, successivamente alla decisione della SOGIN, incaricata per la costruzione di depositi di stoccaggio di scorie radioattive, di considerare i territori di Altamura e Gravina in Puglia adatti alla costruzione dei siti.
In qualità di presidente di Pax Christi Italia, nel luglio 2021, a quattro anni dall'approvazione del Trattato per la proibizione delle armi nucleari, ha dichiarato che "il problema delle armi nucleari è di vitale importanza" ed "è una questione da affrontare dal punto di vista legale" ricordando che il trattato, entrato in vigore il 22 gennaio 2021, rende "illegale il possesso, prima ancora che l'uso di armi atomiche". Ha inoltre affermato il suo rammarico per l'assenza del governo italiano all'Organizzazione delle Nazioni Unite al momento dell'approvazione del trattato.

## Genealogia episcopale
La genealogia episcopale è:
- Cardinale Scipione Rebiba
- Cardinale Giulio Antonio Santori
- Cardinale Girolamo Bernerio, O.P.
- Arcivescovo Galeazzo Sanvitale
- Cardinale Ludovico Ludovisi
- Cardinale Luigi Caetani
- Cardinale Ulderico Carpegna
- Cardinale Paluzzo Paluzzi Altieri degli Albertoni
- Papa Benedetto XIII
- Papa Benedetto XIV
- Papa Clemente XIII
- Cardinale Enrico Benedetto Stuart
- Papa Leone XII
- Cardinale Chiarissimo Falconieri Mellini
- Cardinale Camillo Di Pietro
- Cardinale Mieczysław Halka Ledóchowski
- Cardinale Jan Maurycy Paweł Puzyna de Kosielsko
- Arcivescovo Józef Bilczewski
- Arcivescovo Bolesław Twardowski
- Arcivescovo Eugeniusz Baziak
- Papa Giovanni Paolo II
- Cardinale Francesco Monterisi
- Arcivescovo Giovanni Ricchiuti

## Araldica
| Stemma | Blasonatura |
| ------ | --- |
|        | Il cartiglio del suo stemma reca il motto: Misericordia et Veritas iustitia et pax, "La Misericordia e la Verità sono giustizia e pace". Gli elementi iconografici si ispirano alle parole del Salmo 84 (83),11: - un alto monte, al centro dello stemma, evoca i luoghi in cui Dio ha rivelato se stesso: il Sinai, il Tabor; - il monte è segnato da un sentiero tortuoso che rappresenta il cammino della conversione, via alla santificazione (iustitia); - sul mare calmo si adagia un ramo d'olivo, a simboleggiare la volontà di Dio di riconciliarsi con gli uomini, e quindi la pax; - lungo questo itinerario gli uomini hanno come guida Maria, rappresentata dalla stella a otto punte posta nel cantone sinistro. |

## Opere
- Le virtù sociali nella formazione dei futuri presbiteri, Relazione in occasione della III settimana di studio per formatori di seminari promossa dal Centro di Formazione Sacerdotale della Pontificia Università della Santa Croce, Roma, febbraio 2014
- Vivere, formarsi, testimoniare ..., Messaggio per la Quaresima, Altamura, marzo 2014
- Torniamo amici, ad indossare le vesti della luce, Messaggio per la Pasqua, Altamura, aprile 2014
- Due nuove aureole, Lettera pastorale alla comunità diocesana sulla canonizzazione di Giovanni Paolo II e Giovanni XXIII, Altamura, aprile 2014
- La scuola, questione di cuore, Lettera pastorale alla comunità diocesana sul ruolo degli studenti, Altamura, giugno 2014
- Ripartiamo ... dalla gioia, Linee pastorali per l'anno 2014/2015, Altamura, settembre 2014
- Non lasciamoci rubare la gioia dell'evangelizzazione, Messaggio in occasione della Giornata Missionaria Mondiale, ottobre 2014
- Stillate o cieli dall'alto, Messaggio per il Natale, Altamura, dicembre 2014
- ... non diventate malinconici! ..., Messaggio per la Quaresima, Altamura, febbraio 2015
- Nella speranza, la dignità del pane, Messaggio per la giornata del 1º maggio, Roma, aprile 2015
- Renzi in Israele e Palestina: Non in nostro nome!, Lettera ai gruppi di Pax Christi, Firenze, luglio 2015
- Una sorgente inesauribile, Messaggio per la Quaresima, Altamura, febbraio 2016
- Opporsi alle guerre e alla loro preparazione, Lettera ai gruppi di Pax Christi, Firenze, febbraio 2016
- Perché cercate tra i morti colui che è vivo, Messaggio per la Pasqua, Altamura, marzo 2016
- Trasmette speranza, coraggio e libertà, Messaggio per la giornata delle Comunicazioni sociali, Altamura, maggio 2016
- Sei vite spezzate, Lettera pastorale alla comunità diocesana sul tragico incidente stradale in cui han perso la vita cinque giovani altamurani, Altamura, giugno 2016
- Lavoriamo tutti per la pace, Lettera ai gruppi di Pax Christi, Firenze, novembre 2016
- Dio in cammino con l'umanità, Messaggio per il Natale, Altamura, dicembre 2016
- Il Natale dei popoli, Messaggio sociale per il Natale, Altamura, dicembre 2016
- Preghiera, digiuno, elemosina: la sinfonia della vita cristiana, Messaggio per la Quaresima, Altamura, marzo 2017
- Digiuno e preghiera per la Siria, Lettera ai gruppi di Pax Christi, Roma, aprile 2017
- Mettete Cristo nella vostra vita, Messaggio social per la Pasqua, Acquaviva delle Fonti, aprile 2017